# Smidtia candida
Smidtia candida är en tvåvingeart som beskrevs av Chao och Liang 2003. Smidtia candida ingår i släktet Smidtia och familjen parasitflugor. Inga underarter finns listade i Catalogue of Life.